# Kingdom (Koda Kumi)
Kingdom è il sesto album in studio della cantante giapponese Koda Kumi, pubblicato nel 2008.

## Descrizione
Il disco è uscito anche nel formato CD+doppio DVD.

## Tracce
CD
1. Introduction for Kingdom – 1:40
2. Last Angel (feat. Tohoshinki) – 3:48
3. Amai Wana (甘い罠) – 3:58
4. Himitsu (秘密) – 4:23
5. Ai no Uta (愛のうた) – 4:51
6. Anytime – 4:09
7. Under – 3:39
8. But – 3:37
9. Koi no Mahou (恋の魔法) – 4:32
10. Aishō (愛証) – 3:52
11. Anata ga Shite Kureta Koto (あなたがしてくれたこと) – 4:11
12. Wonderland – 3:27
13. Freaky – 3:18
14. More – 3:11
15. Black Cherry (Bonus track) – 2:59